# Sinocrassula densirosulata
Sinocrassula densirosulata är en fetbladsväxtart som först beskrevs av Praeger, och fick sitt nu gällande namn av Alwin Berger. Sinocrassula densirosulata ingår i släktet Sinocrassula och familjen fetbladsväxter. Inga underarter finns listade i Catalogue of Life.